# Tamagotchi

Logo (2006)

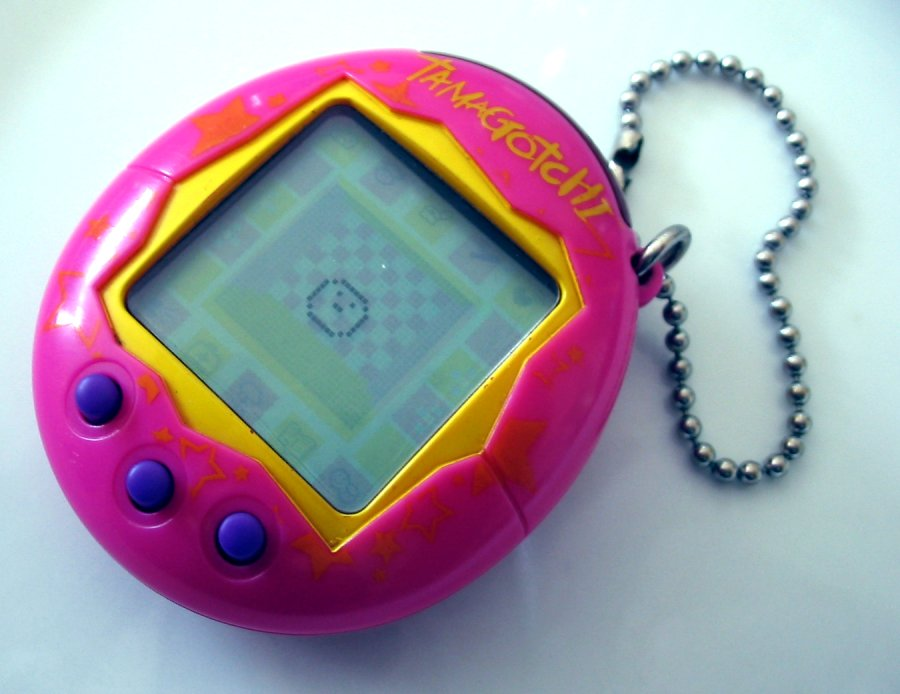
Tamagotchi Plus

Das Tamagotchi (japanisch たまごっち, Wortschöpfung aus tamago ‚Ei‘ und wottchi zu englisch watch ‚Uhr‘; in Japan ursprünglich als „Tamagotch“ romanisiert) ist ein aus Japan stammendes Elektronikspielzeug von Bandai, das ab 1997 weltweit populär war, im Jahr 2004 in der Connexion-Version und 2017 zum 20-jährigen Jubiläum neu aufgelegt wurde.

## Spielprinzip

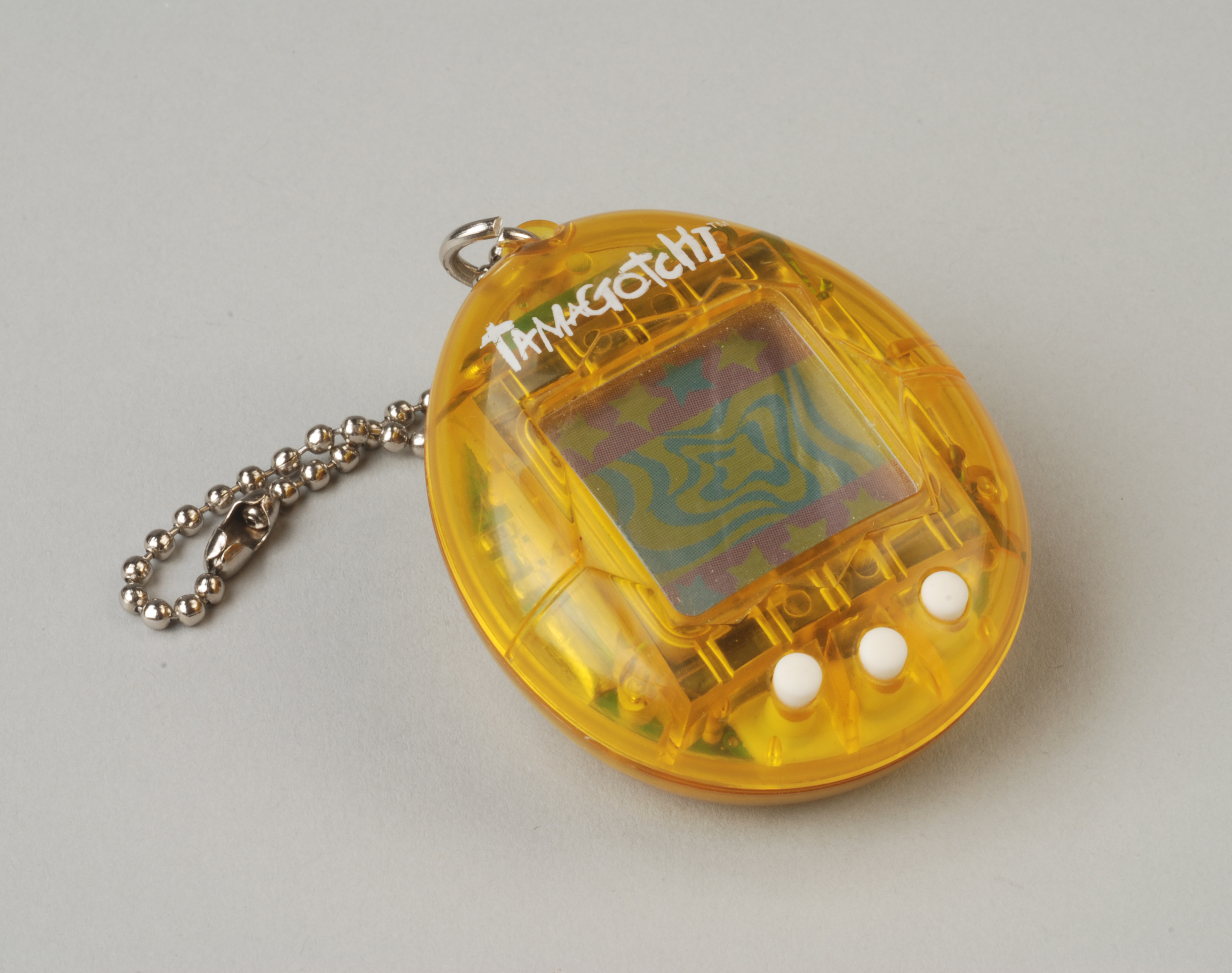
Tamagotchi Gen 2

Die Tamagotchi stellen eine Rasse von Außerirdischen dar, vom weit entfernten Planeten Tama, der angeblich „Millionen Meilen“ von der Erde entfernt ist, um die man sich vom Zeitpunkt des Schlüpfens an wie um ein echtes Haustier kümmern muss. Es hat Bedürfnisse wie schlafen, essen, trinken, Zuneigung und entwickelt auch eine eigene Persönlichkeit. Zu unterschiedlichen Zeitpunkten meldet sich das Tamagotchi und verlangt nach der Zuwendung des Besitzers. Bei Vernachlässigung stirbt es, kann jedoch durch Drücken eines Reset-Schalters zurückgesetzt werden, und das Spiel geht von vorne los. Dies ist in allen Versionen möglich, außer den ersten japanischen, die nur einen einzigen Lebenszyklus hatten und dann entsorgt werden mussten. Es wurden extra dafür auch eigene Friedhöfe und Telefon-Hotlines eingerichtet.
Es gab erfolgreiche Nachahmerprodukte wie Nano Pets von PlayMates Toys und Giga Pets von Hasbro als Küken, Katzen und Hunde.

## Abmessungen
- Originalversion ab 1997: 5 cm hoch, 4 cm breit und 1,5 cm dick. 32 * 16 Pixel.

- Connexion ab 2004: 5,5 cm hoch, 4,5 cm breit, 1,5 cm dick. 64 * 32 Pixel
- Anniversary 2017: 4 cm hoch, 3 cm breit, 1,5 cm dick. 16 * 16 Pixel

## Geschichte
Das Tamagotchi wurde 1996 von der Bandai-Mitarbeiterin Aki Maita (真板 亜紀, Maita Aki) als Idee in einer Abteilungssitzung vorgestellt und im Hause Bandai entwickelt. Zunächst nur auf dem japanischen Markt, wenig später durch Importe, Plagiate und Konkurrenzprodukte auch in Europa und den USA wurde das kleine Plastikei binnen weniger Monate zum Kult, der allerdings relativ kurzlebig war. Nach Deutschland kam das Tamagotchi am 12. Mai 1997. Lieferengpässe begünstigten den Handel auf dem Schwarzmarkt.
Es dauerte nicht lange, bis verschiedene Hersteller teils günstigere Konkurrenzprodukte anboten, die dann oft einen größeren Funktionsumfang als das Original boten. Auch die zweite, verbesserte Originalversion des Spielzeugs konnte die Zielgruppe zwischen 14 und 17 nicht lange beeindrucken – nach wenigen Monaten war der „Tamagotchi-Rausch“ wieder vorbei. Einige Computerhersteller haben auf dem Spielprinzip basierend Varianten für den PC, Macintosh und Game Boy entwickelt. Im Internet wurden von Fans des Spielzeugs virtuelle Friedhöfe für die Tamagotchis eingerichtet.
Tamagotchis waren nicht die ersten virtuellen Tiere. Bereits seit 1995 gibt es die Petz-Serie (abgeleitet von englisch pets „Haustiere“) für Windows- und Macintosh-Computer. Dort sind Hunde oder Katzen zu betreuen. Ein späteres Spiel mit ähnlichem Prinzip war Nintendogs für den Nintendo DS.
Nach fast acht Jahren Ruhe um das „kleine Ei“ veröffentlichte Bandai am 26. Februar 2004 den Nachfolger des Original-Tamagotchi unter dem Namen „Tamagotchi Plus“ in Japan. Die zu diesem Zeitpunkt per Internet angebotenen 600 Vorab-Exemplare waren innerhalb weniger Minuten ausverkauft. Der offizielle Verkaufsstart im April 2004 war ein voller Erfolg, Bandai verkaufte zu diesem Zeitpunkt etwa 100.000 Exemplare pro Woche.
In Deutschland wurde der Nachfolger am 7. Juni 2004 unter dem Namen „Tamagotchi Connexion Version 1“ veröffentlicht. Unter anderem bestand damit die Möglichkeit, die Tamagotchis zu verbinden und so anderen Tamagotchi-Besitzern Geschenke zu machen, zu heiraten und Kinder zu bekommen. Das Tamagotchi zählt dann die Familiengenerationen mit, denn die Eltern begeben sich nach Ausschlüpfen des Babys zurück auf den Tama-Planeten.
Am 28. April 2005 erschienen zwölf neue Connexion-Farben.  2005 wurde die Tamagotchi Connexion Version 2 mit neuen Charakteren, Spielen und einem virtuellen Laden herausgebracht.  2006 wurde die Tamagotchi Connexion Version 3 herausgebracht, die mit noch mehr Optionen, Spielen, Charakteren und der Möglichkeit ausgestattet ist, neue Gegenstände aus dem Internet zu beziehen. Später kam die Tamagotchi Connexion Version 4 heraus – ebenfalls mit vielen neuen Charakteren und Spielen.
Am 17. September 2007 war der offizielle Verkaufsstart der neuen Version V4+.
Anfang 2008 erschien die Tamagotchi Connexion Version 5 mit der Bezeichnung „Tamagotchi Familitchi“. Mehrere Charaktere werden dabei als „Familie“ in einem Gerät gespielt.
Am 2. Dezember 2008 erschien in Deutschland das Tamagotchi Music Star Version 6. Am 23. November 2009 erschien in Japan der Tamagotchi ID mit TFT-Farbdisplay und Infrarotschnittstelle zu Handys.
Am 23. November 2012 erschien in Japan das Tamagotchi P’s mit TFT-Farbdisplay und Infrarotschnittstelle zu Handys. Im Januar 2014 erschien in Amerika und in Europa das „Tamagotchi Digital Friend“, auch genannt „Tamagotchi Friends“.
Am 23. Oktober 2017 erschien zum 20. Geburtstag eine Neuauflage des "Tamagotchi Chibi" in Deutschland, welches exklusiv bei der Drogeriekette Müller erworben werden konnte. 2018 folgte eine zweite Serie mit sechs neuen Farben.
Am 15. Juli 2023 erschien der Tamagotchi Uni, der von Bandai Toys veröffentlicht wurde. Er ist als Nachfolger des Tamagotchi Smart und des Tamagotchi Pix konzipiert und das erste Tamagotchi-Gerät mit Farbbildschirm, welches eine Simultanfunktion verfügt. Erstmalig ist eine Wi-Fi-Konnektivität integriert, die über Amazon Web Services (AWS) bereitgestellt wird.

## Unterschiede zwischen Tamagotchi und Tamagotchi Connexion
Folgende Funktionen wurden hinzugefügt bzw. geändert:
- Das Display ist größer und hat eine höhere Auflösung.
- Das Tamagotchi kann männlich oder weiblich sein.
- Man kann dem Tamagotchi einen Namen geben.
- Eine Infrared Data Association ist vorhanden, durch die zwei Tamagotchis miteinander spielen, sich verlieben, Kinder bekommen und gegeneinander um Punkte (die Währung der Tamagotchiwelt) kämpfen können (V1, V2, V3, V4, V4.5, V5).
- Das Geburtsdatum des Besitzers kann eingegeben werden (V1, V2, V3, V4, V4.5, V5, V6).
- Der Name des Besitzers kann eingegeben werden (V3, V4, V4.5, V6).
- Es stehen mehrere Spielvarianten zur Verfügung.
- In Connexion Version 1, 2, 3, 4, 4.5 und Version 5 wurden weitere Merkmale eingeführt (u. a. ein Geschäft, mehr Charaktere und andere Spiele).
- Bei V2, V3, V4, V4.5, V5 und V6 gibt es eine Pause-Funktion.
- Es gibt Spielzeuge und mehr Essen bei V2, 3, 4 ,4.5 und V5
- Man kann in den Kindergarten, in die Grundschule und zur Arbeit gehen oder Post bekommen (V4, V4.5, V6).
- Man kann mehrere Charaktere gleichzeitig in einem Tamagotchi haben (V5).
- Man kann mit einem normalen Internet-Computer Tamagotchitown besuchen, die Stadt, in der die Tamagotchis leben und spielen, und mit individuellen Codes seine Figur im Internet spielen und dort erworbene Gegenstände und Geld auf sein Gerät übertragen (V3, V4, V4.5, V5, V6).

## Auszeichnungen
- 2005: Toy of the Year Award für Tamagotchi Connexion

## Der Begriff „Tamagotchi“
Der Begriff „Tamagotchi“ entwickelte sich zu einer Sammelbezeichnung für die Sparte virtueller Haustiere in Taschencomputergröße, wie beispielsweise der Marke Puchico. Er ist eine Verbindung aus Tamago 卵 "Ei" und der Niedlichkeitsform chi oder der Verbindung aus Tamago und Watch für Uhr.

## Nachahmerprodukte

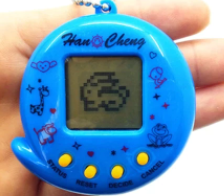
Ein typischer Tamagotchi Klon. Der Original Tamagotchi von Bandai hat 3 Knöpfe und keine Knopf-Beschriftung sowie eigene japanische Charaktere anstelle von heimischen Tieren.

Kurz nach Erscheinen des Tamagotchi kamen zahlreiche Nachahmerprodukte auf den Markt, z. B. Nekotcha (Jap. Neko = Katze), Smart Chicken, Dog and Dino, Giga Pets, Nano Pets, Baby Dino und DinoGotchi (Kofferwort aus Dino-Tamagotchi).

## Medien
Die Tamagotchis wurden mehrmals als Anime verfilmt. Von 1997 bis 1998 lief die Fernsehserie TV de Hakken!! Tamagotchi (TVで発見!!たまごっち, dt. „Entdeckung im Fernsehen!! Die Tamagotchi“). Am 12. Juli 1997 wurde der neunminütige Kurzfilm Tamagotchi Honto no Hanashi (たまごっちホントのはなし, dt. „Die wahre Geschichte der Tamagotchi“) auf der Toei Anime Fair gezeigt.
Zehn Jahre später wurden erneut Animes produziert, die von Oriental Light and Magic animiert wurden. Die 12-teilige Fernsehserie Saikō! Tamagotchi (さぁイコー! たまごっち) wurde vom 1. Dezember 2007 bis zum 16. Februar 2008 landesweit über den Satellitensender BS11 ausgestrahlt. Am 15. Dezember 2007 kam der Film Eiga de Tōjō! Tamagotchi Doki Doki! Uchū no Maigotchi!? (えいがでとーじょー! たまごっち ドキドキ! うちゅーのまいごっち!?, dt. „Auftritt im Kino! Tamagotchi-Herzklopfen! Ein vermisstes Weltraumkind-Tamagotchi!?“) in die japanischen Kinos und ein Jahr später am 20. Dezember 2008 dessen Sequel Eiga! Tamagotchi: Uchū Ichi Happy na Monogatari!? (映画! たまごっち うちゅーいちハッピーな物語!?, dt. „Der Film! Tamagotchi: Die glücklichste Geschichte des Weltraums!?“). Auf Bandais YouTube-Channel Bandai Channel wurden am 12. Dezember 2008 ein Web-Anime in drei Episoden namens Tamagotchi Original Anime (たまごっちオリジナルアニメ) gestreamt.
Vom 12. Oktober 2009 bis 3. September 2012 wurde auf TV Tokyo die Fernsehserie Tamagotchi! (たまごっち!) mit 143 Folgen ausgestrahlt. Daran schloss sich vom 10. September 2012 bis 29. August 2013 Tamagotchi! Yume Kira Dream (たまごっち! ゆめキラドリーム) mit 49 Folgen an, vom 5. September 2013 bis 27. März 2014 Tamagotchi! – Miracle Friends (たまごっち! みらくるフレンズ) mit 29 Folgen, vom 3. April 2014 bis 26. März 2015 Go-Go Tamagotchi! (GO-GO たまごっち!) mit 50 Folgen und vom 2. April bis 24. September 2015 Tamagotchi! Tamatomo Daishū Go (たまごっち! たまともだいしゅーGO) mit 26 Folgen.
Die deutsche Eurodance-Formation Sqeezer veröffentlichte im September 1998 eine Single namens Tamagotchi, welches das offizielle Werbelied des Spielzeugs wurde.
Auf dem am 13. April 2012 veröffentlichten Album auch der deutschen Band Die Ärzte findet sich ebenfalls ein Lied namens Tamagotchi, das zahlreiche Anspielungen auf das Spielzeug enthält.